# اس کیو آر آر ال دیتا
اس کیو آر آر ال دیتا. یک شرکت آمریکایی است که در سال ۲۰۱۲ تأسیس شد و نرم‌افزارهایی را برای تجزیه و تحلیل داده‌های بزرگ و امنیت سایبری به بازار عرضه می‌کند. این شرکت ریشه در جامعه اطلاعاتی ایالات متحده و آژانس امنیت ملی دارد. اس کیو آر آر ال در ایجاد شرکت داشت و به‌طور فعال در پروژه‌های مربوط به آپاچی اکسیس همکاری می‌کند. محصول اصلی اس اس کیو آر آر ال سکوی شکار تهدید آن است که برای تشخیص فعال تهدیدهای مداوم پیشرفته طراحی شده‌است.
در ژانویه سال ۲۰۱۸، اس کیو آر آر ال دیتا به مالیکت آمازون رسید.

## تاریخ
بیشتر بنیانگذاران اس کیو آر آر ال دیتا قبلاً در آژانس امنیت ملی آمریکا کار می‌کردند. مدیرعامل و بنیانگذار Oren Falkowitz، سابقاً از CyberCommand و بنیان‌گذار الی کان، مدیر سابق سیاست امنیت سایبری ایالات متحده. پلتفرم اس کیو آر آر ال به فناوری منبع باز Apache Apache Accumulo متکی است. Accumulo در سال ۲۰۰۸ توسعه را آغاز کرد و در سال ۲۰۱۱ به منبع آزاد رفت. اس کیو آر آر ال در تابستان سال ۲۰۱۲ تأسیس شد تا از Accumulo برای امنیت سایبری استفاده کند. اس کیو آر آر ال دیتا در واشینگتن دی سی تأسیس شد، اما به سرعت به کمبریج، ماساچوست منتقل شد.